# Soiuz 28
Soiuz 28 (rus: Союз 28, Unió 28) va ser un vol espacial tripulat de la Unió Soviètica en 1978 a l'estació espacial Saliut 6. Va ser la quarta missió a l'estació, el tercer acoblament amb èxit, i la segona visita a la tripulació resident llançada en el Soiuz 26.
El cosmonauta Vladimír Remek de Txecoslovàquia es va convertir en la primera persona llançada a l'espai que no era ciutadà dels Estats Units o la Unió Soviètica. L'altre membre de la tripulació va ser Aleksei Gúbarev. El vol va ser la primera missió del programa Interkosmos que permetia al Bloc de l'Est i altres països comunistes accés a l'espai a través de llançaments tripulats o robòtics.

## Tripulació
| Posició                   | Cosmonauta                                  | Cosmonauta                                  |
| ------------------------- | ------------------------------------------- | ------------------------------------------- |
| Comandant                 | Aleksei Gúbarev EP-2 Segon vol espacial     | Aleksei Gúbarev EP-2 Segon vol espacial     |
| Cosmonauta d'investigació | Vladimír Remek, IK EP-2 Primer vol espacial | Vladimír Remek, IK EP-2 Primer vol espacial |

### Tripulació de reserva
| Posició                   | Cosmonauta           | Cosmonauta           |
| ------------------------- | -------------------- | -------------------- |
| Comandant                 | Nikolai Rukavíxnikov | Nikolai Rukavíxnikov |
| Cosmonauta d'investigació | Oldřich Pelčák, IK   | Oldřich Pelčák, IK   |

## Paràmetres de la missió
- Massa: 6800 kg
- Perigeu: 198,9 km
- Apogeu: 275,6 km
- Inclinació: 51,65°
- Període: 88,95 minuts